# 经十路
经十路是中国山东省济南市的主干道之一，由经十东路、经十西路和经十路三部分组成，西至济南市长清区陈庄路口，东至章丘区双山街道与普集街道交界处，总长度达90公里，是中国最长的城市主干路之一。
经十路始建于1941年，原名“兴亚大路”，1946年更名为“经十路”。2003年，济南市进行经十路道路拓宽改造及环境建设工程。2004年全线通车。2005年济南市对经十路范围进行了变更，起点由原东起山大路南口变更为邢村立交桥，止点由原段店铁路立交桥变更为担山屯立交桥，诞生了全国最大的门牌号。
济南道路命名与地球经纬恰好相反，是东西为经，南北为纬，这个命名习惯源自1904年初设商埠的时期。经十路是东西向道路，也按照该习惯用“经”字来命名。
2020年4月13日，淄博市公共资源交易网发布“经十路东延工程淄博段等项目的项目建议书及可行性研究报告编制采购需求公示”招标公告。项目竣工后，经十路将进一步拓展到淄博市区，长度将从90公里延长到127公里。

## 图集

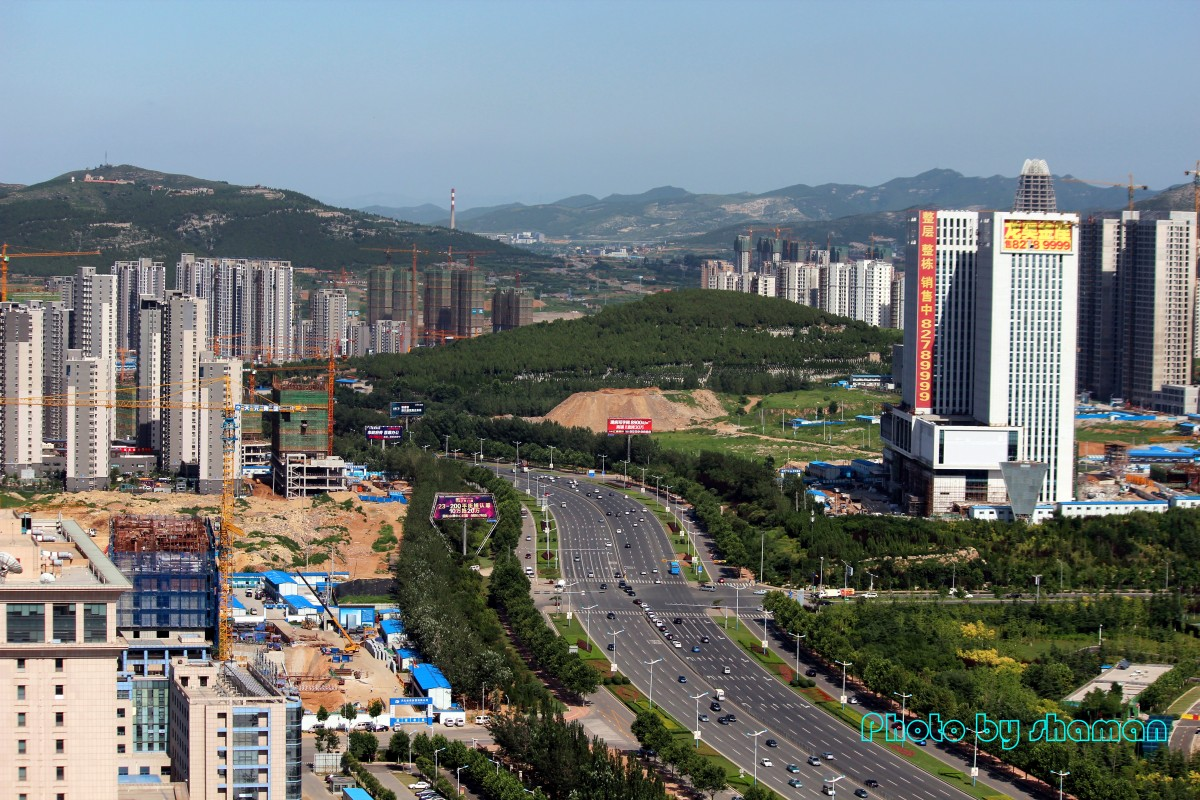
济南奥体中心附近，2013年
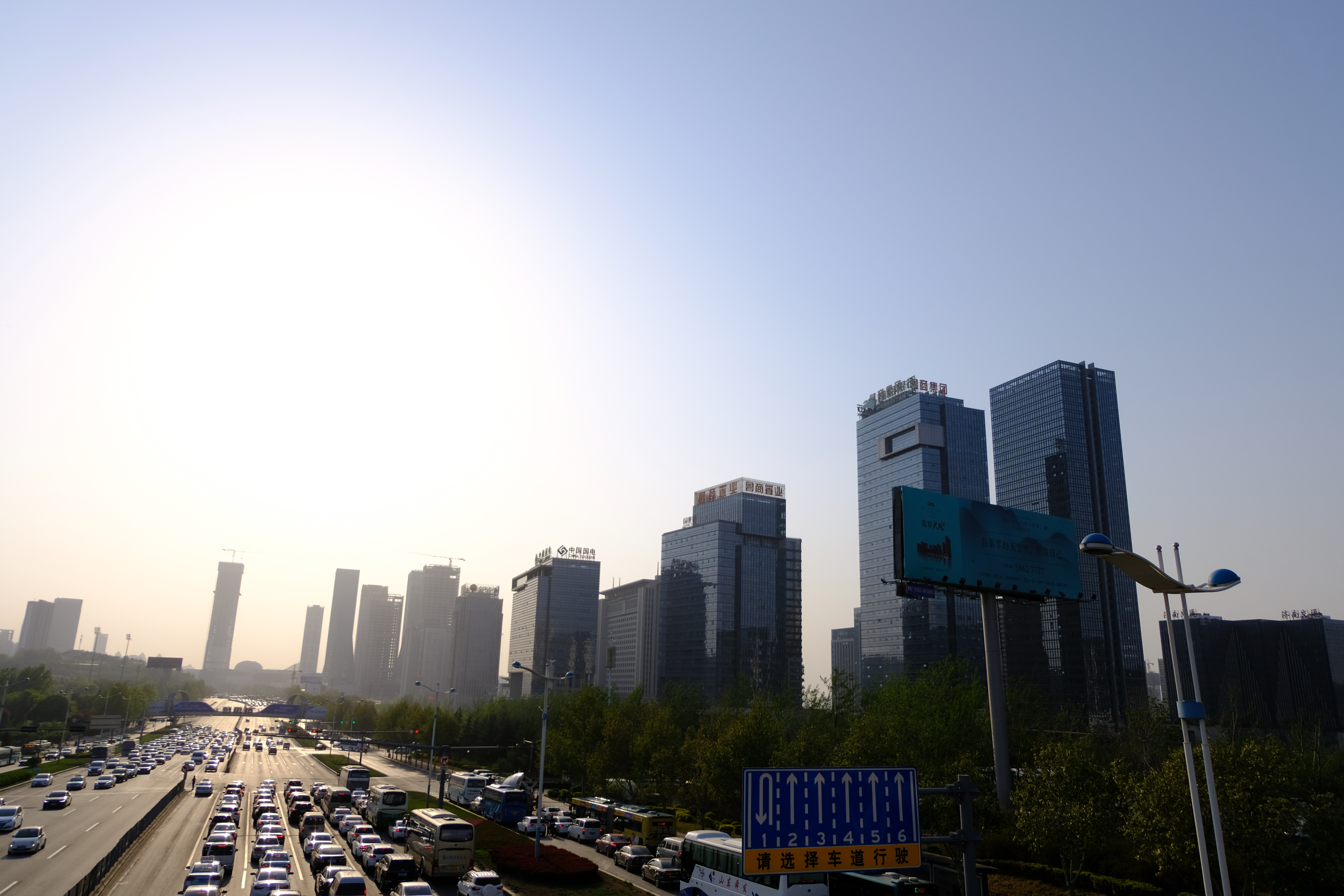
济南奥体中心附近，2018年
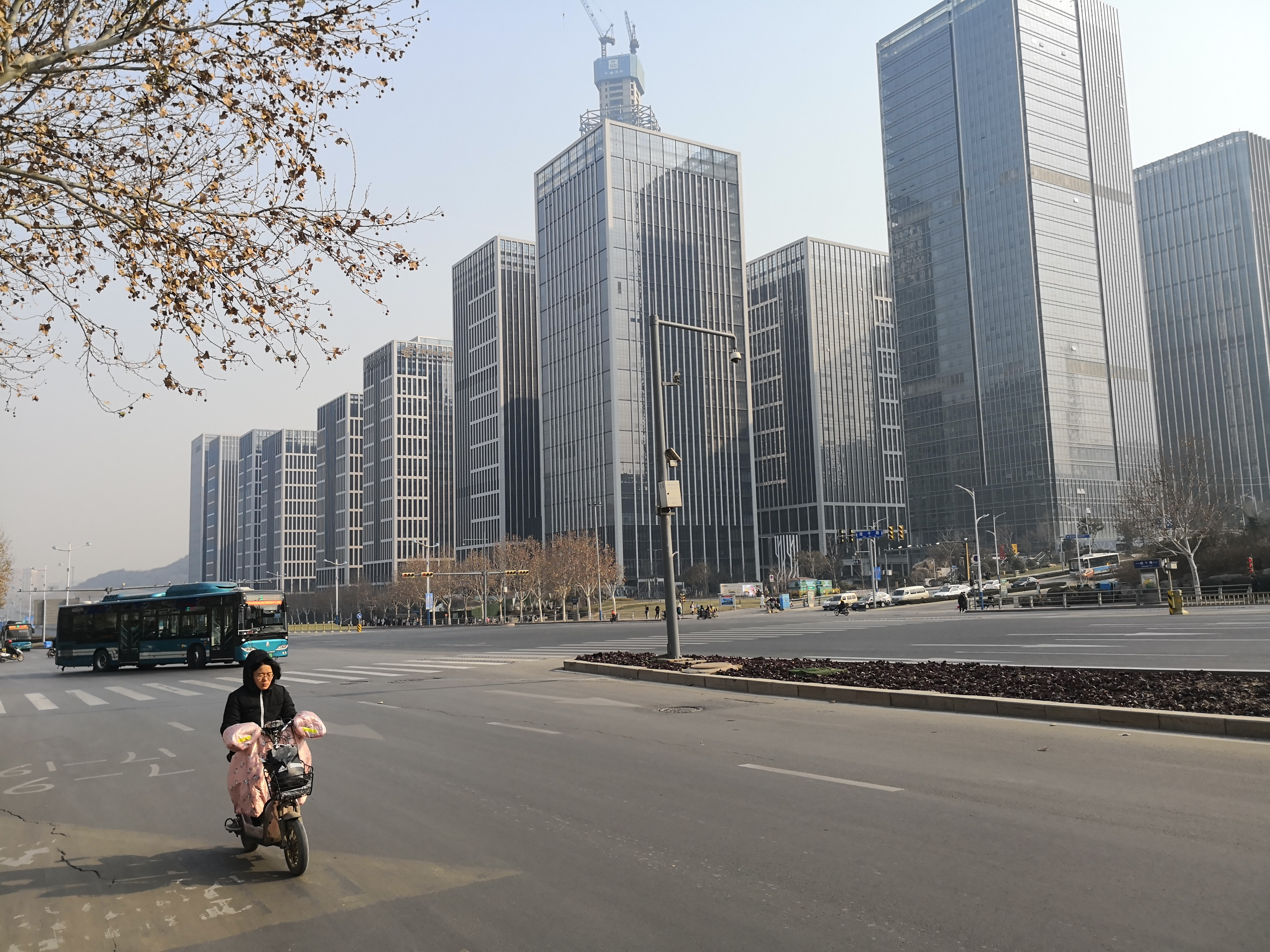
汉峪金谷
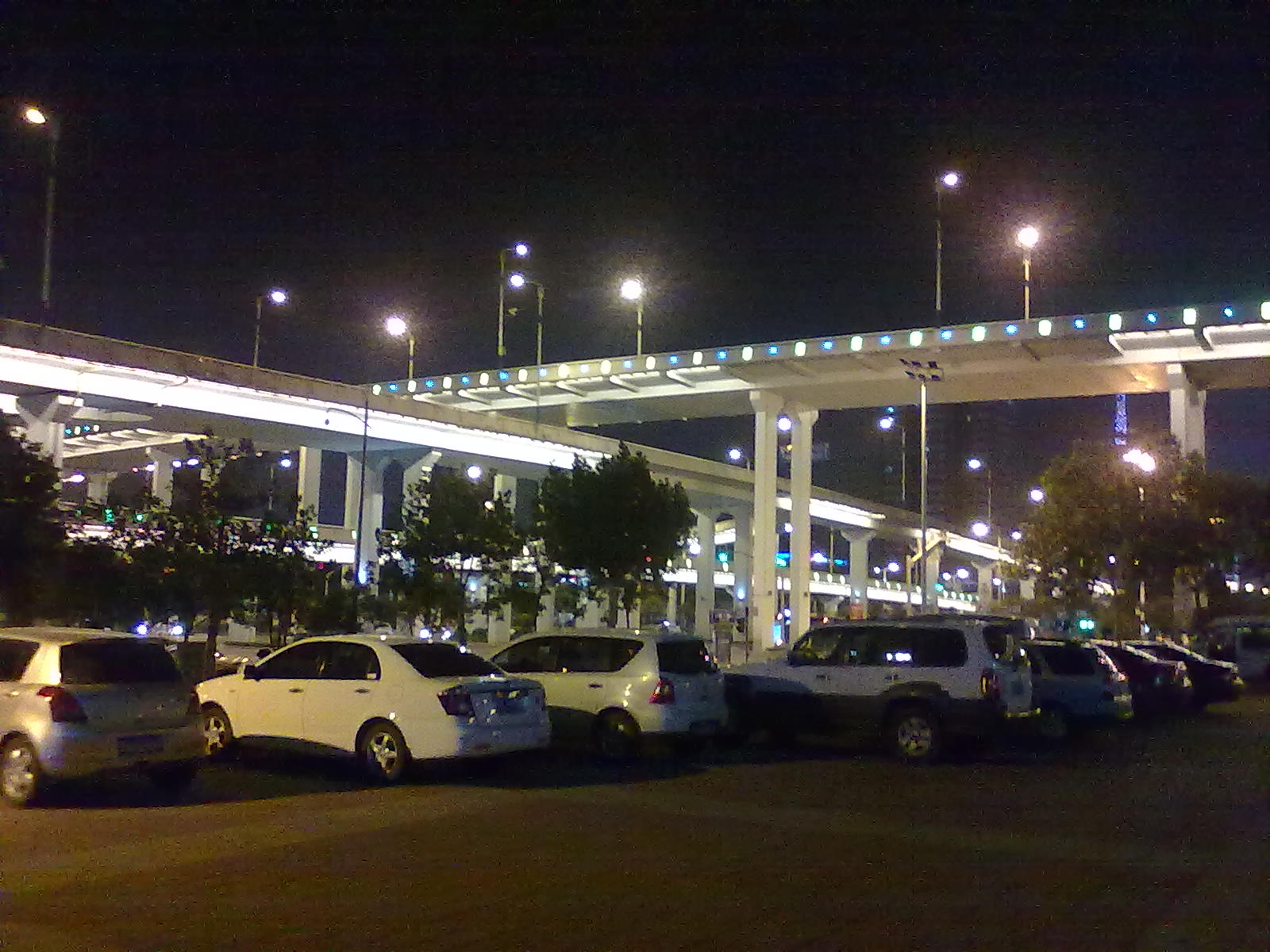
玉函立交桥，2010年
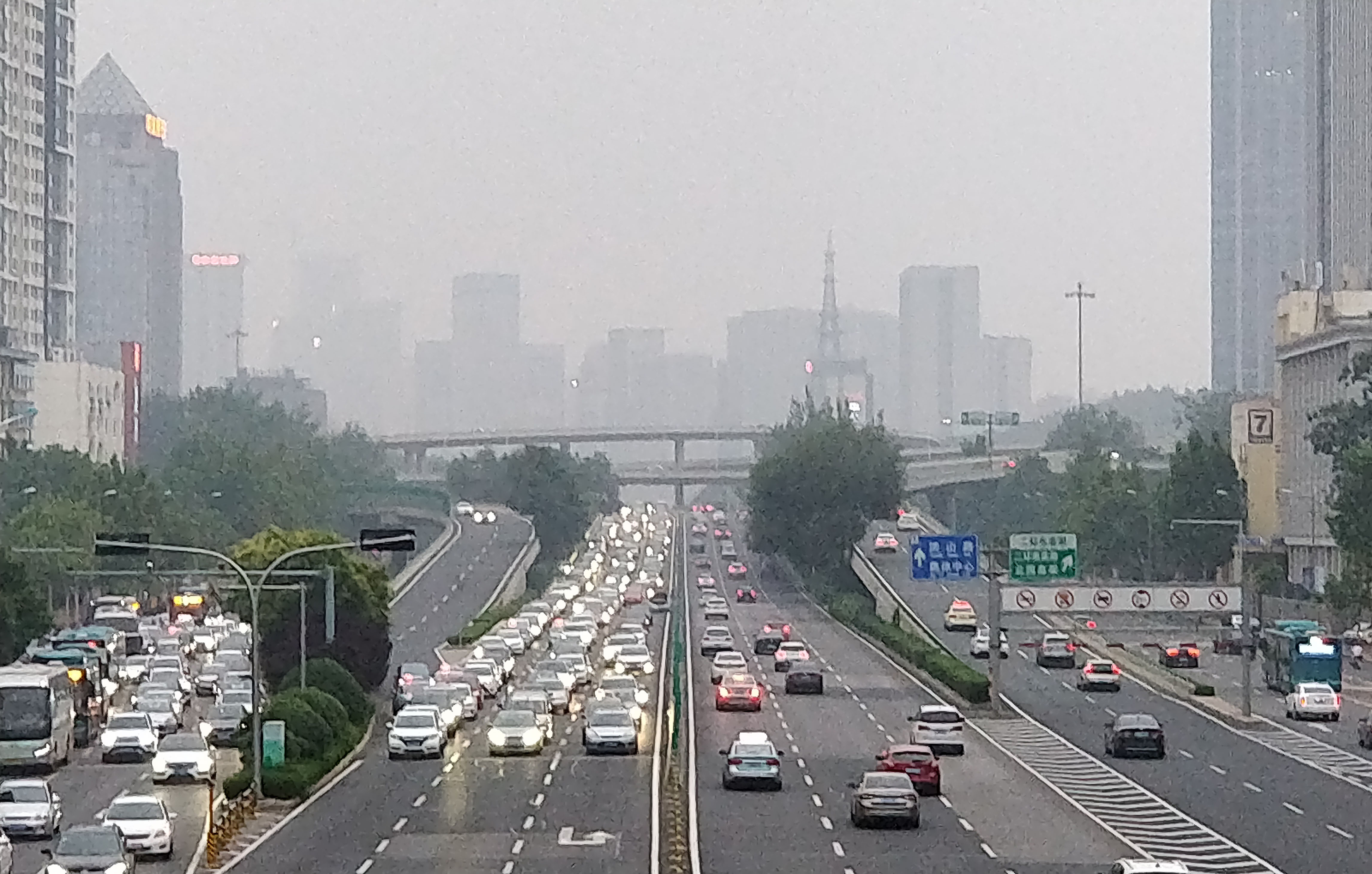
燕山立交桥，2020年
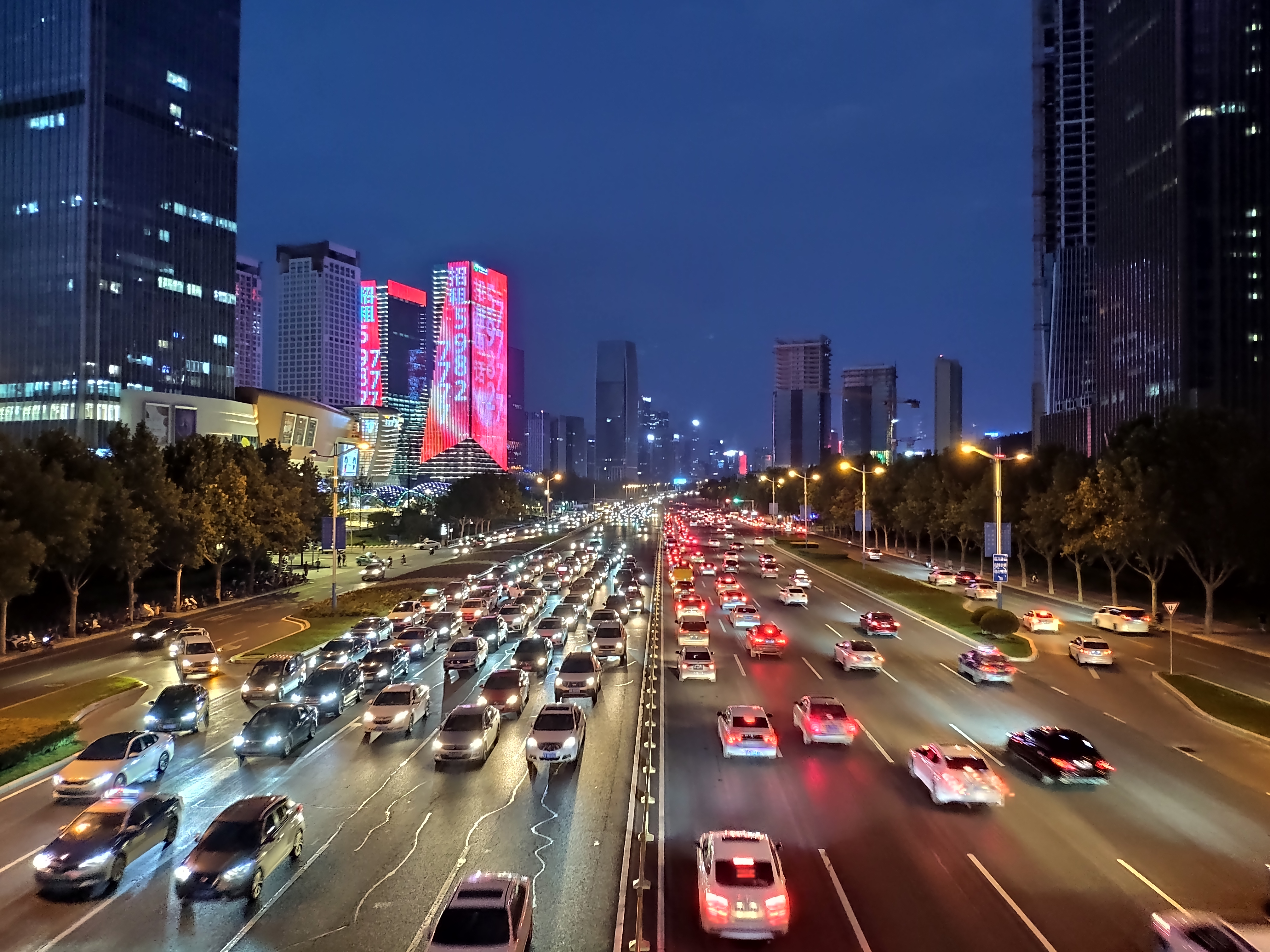
山东博物馆附近夜景，2020年
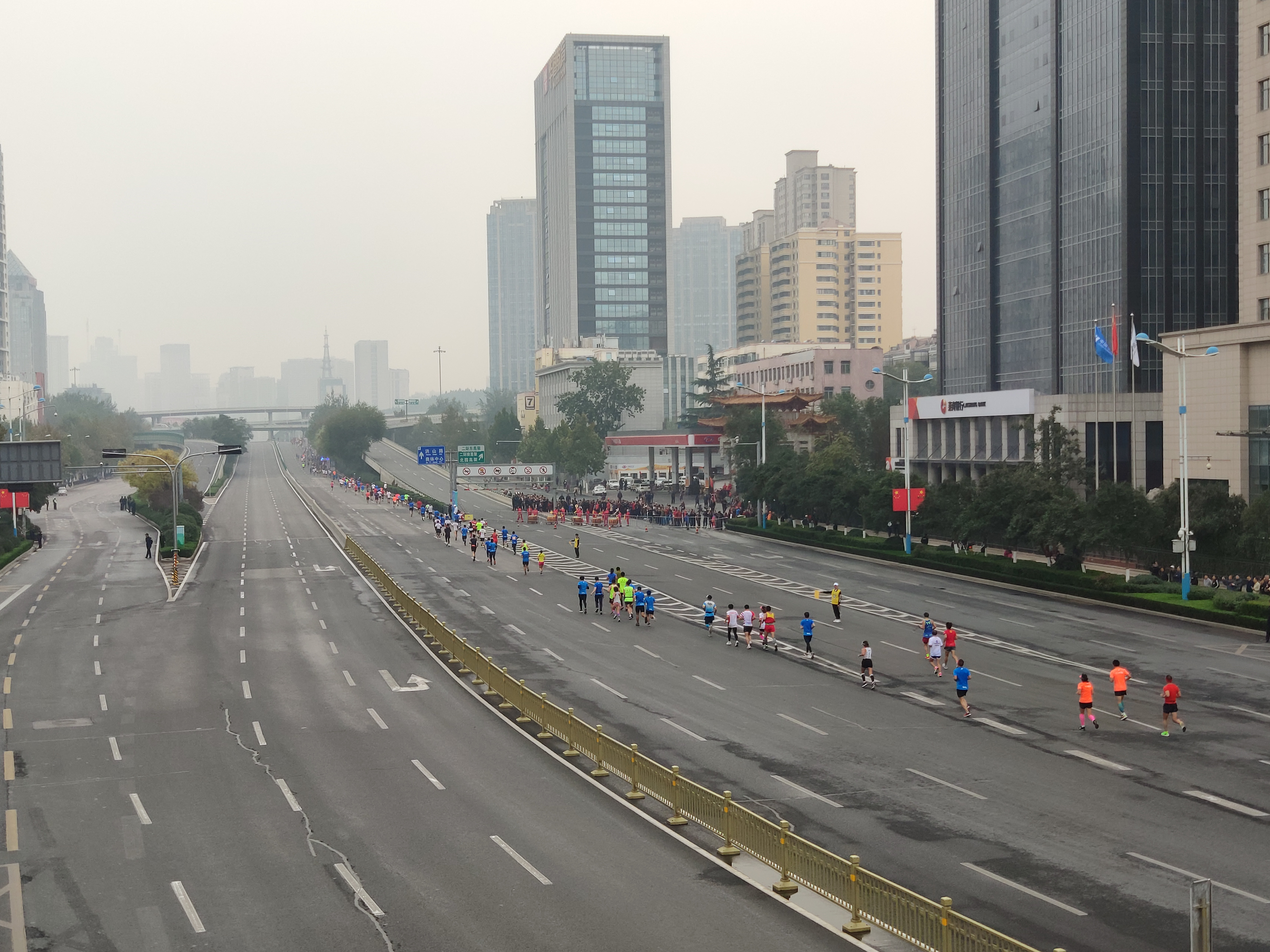
2019济南马拉松比赛
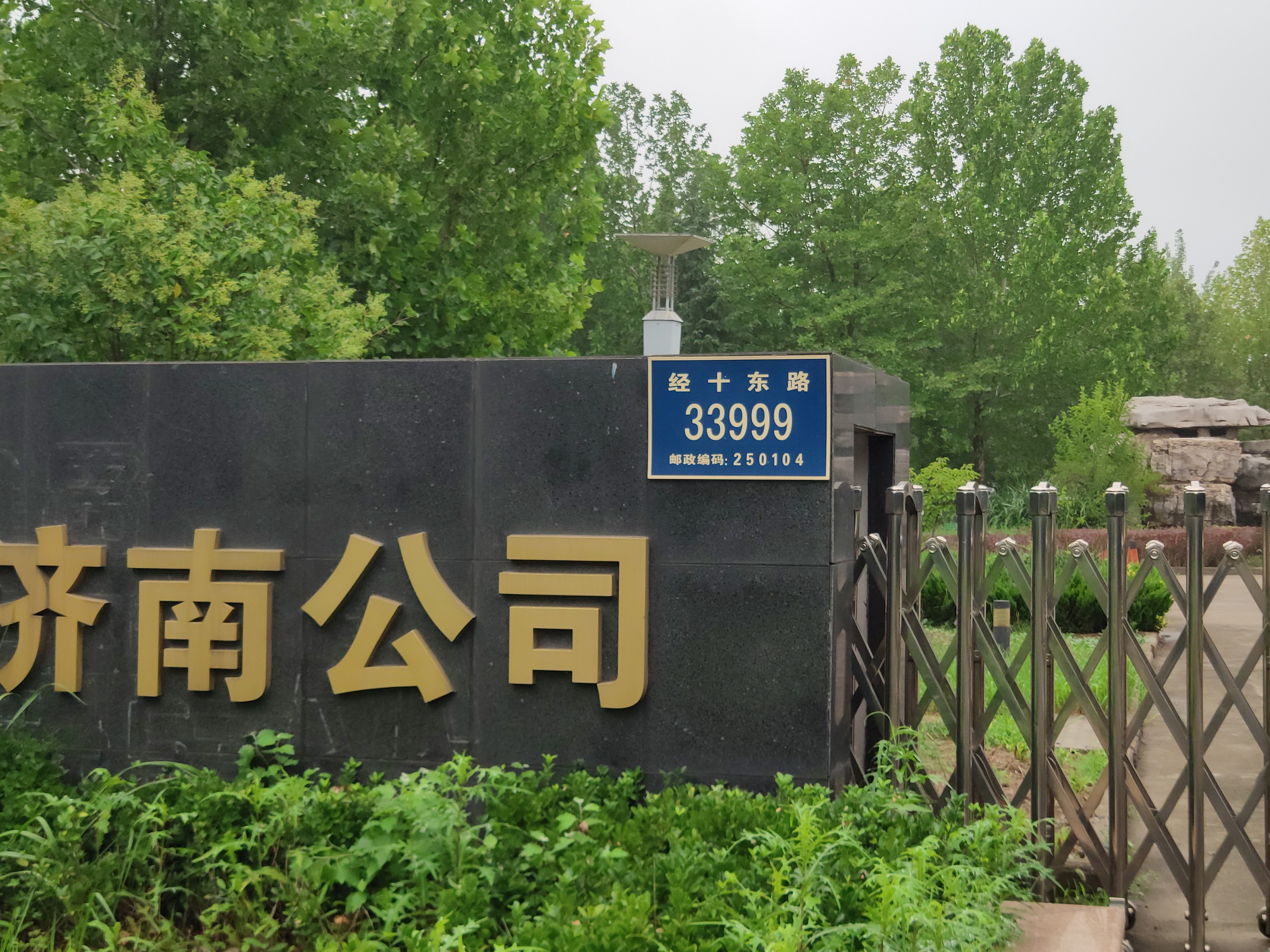
经十东路33999，是中国目前已知最大的门牌号